# Milotice nad Opavou
Obec Milotice nad Opavou se nachází v okrese Bruntál v Moravskoslezském kraji. Žije zde 442 obyvatel.

## Členění obce
Obec se nečlení na části, ale má dvě katastrální území:
- Jelení u Bruntálu
- Milotice nad Opavou

## Názvy existujících a zaniklých částí
- Česky Milotice nad Opavou (1869-1890 Dochov, 1921-1950 Milotice), německy Milkendorf,[4] polsky Miłocice nad Opawą.
- Česky Jelení, německy Wockendorf, polsky Jelenie.

## Historie
První písemná zmínka o obci pochází z roku 1288 a byly ve vlastnictví Beneše z Branice. Název je odvozen podle majitele a zakladatele obce Miloty z Dědic z rodu Benešiců. Další zmínka je z roku 1377, kdy byla připojena ke krnovskému panství. V 15. století pusté obce Milotice a Jelení připadlo pánům z Vrbna, kteří obnovili ves Jelení. Milotice obnovil v roce 1508 Hanuš Lichnovský z Vosic. V 19. století obě obce byly začleněny do okresu Bruntál a v roce 1959 byly sloučeny.
Od 1. ledna 1979 do 31. prosince 1991 byly Milotice nad Opavou, včetně své tehdejší osady Jelení (od roku 1992 se přestala uvádět), částí města Bruntál.

### Vývoj počtu obyvatel
Počet obyvatel Milotic nad Opavou (včetně Jelení) podle sčítání nebo jiných úředních záznamů:
| Rok            | 1869 | 1880 | 1890 | 1900 | 1910 | 1921 | 1930 | 1950 | 1961 | 1970 | 1980 | 1991 | 2001 |
| -------------- | ---- | ---- | ---- | ---- | ---- | ---- | ---- | ---- | ---- | ---- | ---- | ---- | ---- |
| Počet obyvatel | 1165 | 1144 | 1150 | 1084 | 1107 | 1091 | 1174 | 664  | 609  | 472  | 492  | 398  | 398  |

1. ↑  z toho: Milotice 532, Jelení 642
2. ↑  z toho: 31 Čechoslováků (Milotice 25, Jelení 6), 1119 Němců (Milotice 494, Jelení 625); 1154 řím. kat. (Milotice 514, Jelení 640), 8 evang. (Milotice 6, Jelení 2), 5 čsl. (Milotice)
3. ↑  z toho: Milotice nad Opavou 136, Jelení 262
4. ↑  z toho: 316 Čechů, Moravanů a Slezanů, 72 Slováků, 1 Němec; 59 řím. kat., 11 pravosl., 234 bez vyzn.

V Miloticích nad Opavou je evidováno 210 adres : 177 čísel popisných (trvalé objekty) a 33 čísel evidenčních (dočasné či rekreační objekty). Při sčítání lidu roku 2001 zde bylo napočteno 118 domů (78 v Jelení, 40 ve vlastních Miloticích), z toho 113 trvale obydlených.

## Doprava
Obcí prochází silnice I/11 a železniční trať Olomouc – Opava východ se stejnojmennou stanici ze které vychází trať do Vrbna pod Pradědem.

## Pamětihodnosti
- kostel Nanebevzetí Panny Marie v Jelení
- objekty stálého lehkého opevnění[10][11]
- v obci (Milotice nad Opavou 33) se nachází Muzeum ohýbaného a historického nábytku.[12]
- V roce 2000 povodeň obnažila v korytě Milotického potoka poštovní směrník z roku 1727, který je osazen před budovou obecního úřadu.[13]

## Galerie

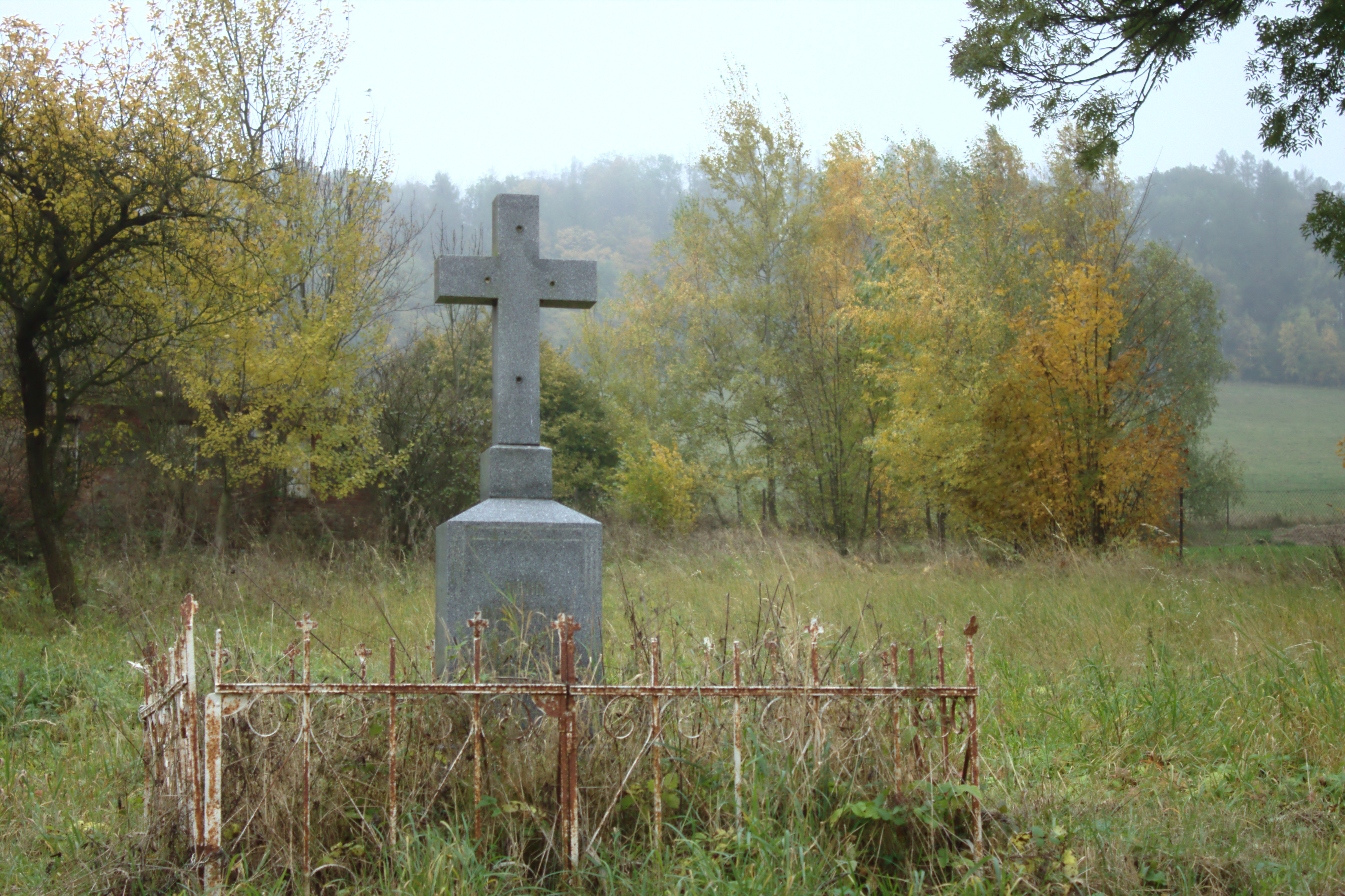
Kříž
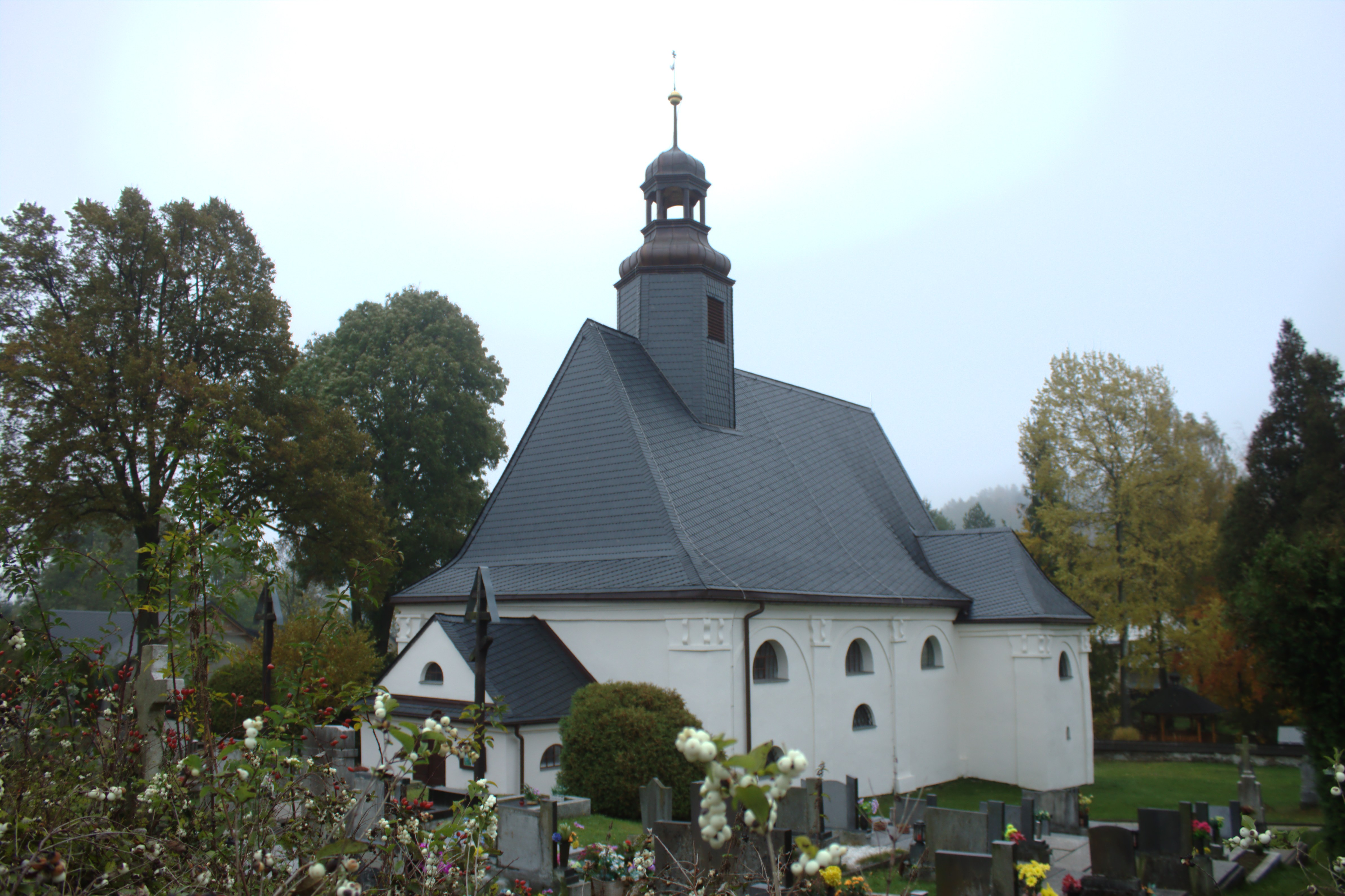
Opavskomilotický kostel Nanebevzetí Panny Marie
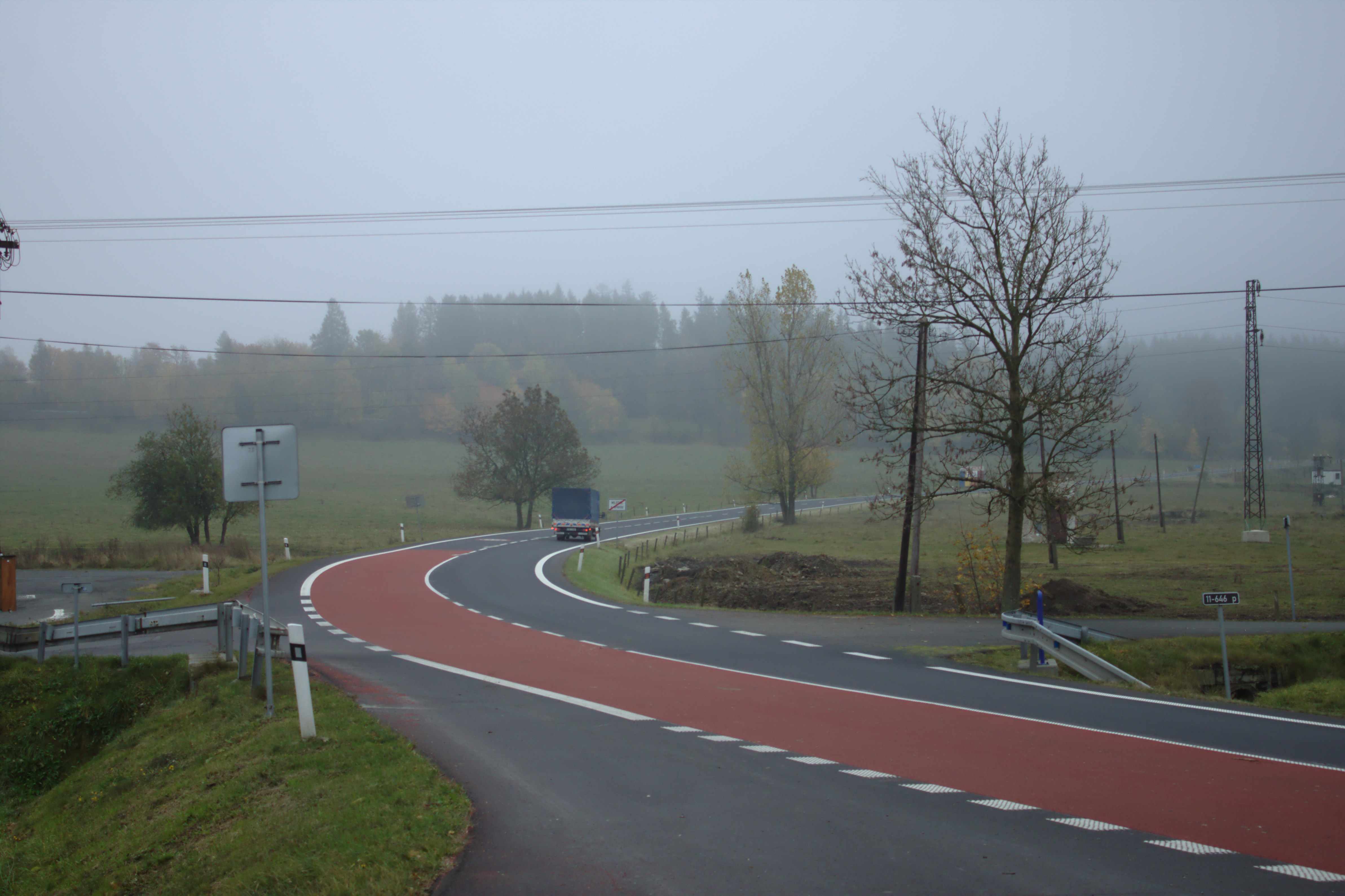
Hlavní silnice